# Jules Daler
Jules Daler (* 4. November 1824 in Freiburg im Üechtland; † 12. Februar 1889 ebenda) war ein Schweizer Händler und Bankier.
Daler wurde 1824 als Sohn des Händlers Louis-Frédéric Daler und dessen Frau Caroline (geborene Wydler) geboren. Daler baute den Lederhandel seines Vaters aus und gliederte ihm eine Bankabteilung an.
In Freiburg war er eine wichtige Stütze der reformierten Pfarrgemeinde.
Er war mit Adèle Pittet, der Tochter von Léon Pittet, verheiratet.
1917 gründete die reformierte Pfarrgemeinde von Freiburg das Daler Spital in Vollstreckung des Testaments von Jules Daler. Dieser hatte den grössten Teil seines Vermögens dem sich im Aufbau befindenden Spital vermacht.